# Sven Berger
Sven Berger (* 6. Februar 1988) ist ein ehemaliger Schweizer Eishockeyspieler, der über viele Jahre bei den SC Rapperswil-Jona Lakers, Kloten Flyers und den HC Ambrì-Piotta in der National League aktiv war.

## Karriere
Sven Berger begann seine Karriere als Eishockeyspieler bei dem Glarner Eishockey Club und wechselte danach früh zum Nachwuchs der Rapperswil-Jona Lakers, für die er in der Saison 2005/06 sein Debüt in der Nationalliga A gab, wobei er in vier Spielen punkt- und straflos blieb. Parallel nahm er wie in der folgenden Spielzeit am Spielbetrieb der drittklassigen 1. Liga teil, in der für den EHC Wetzikon auflief. Von 2006 bis 2008 lief der Verteidiger zudem für die Schweizer U20-Eishockeynationalmannschaft in der Nationalliga B auf, für die er in neun Spielen zwei Vorlagen gab. Sein Durchbruch in der höchsten Schweizer Liga gelang Berger in der Saison 2007/08, als er in insgesamt 48 Spielen drei Vorlagen gab. 
Zur Saison 2011/12 verliess Berger seinen Stammverein Rapperswil-Jona Lakers und wechselte zu den Kloten Flyers, wo er einen Dreijahresvertrag unterzeichnete. Im März 2012 löste der Verteidiger seinen Vertrag bei den Kloten Flyers vorzeitig auf und setzte kurze Zeit später seine Unterschrift unter einem Dreijahresvertrag mit seinem Stammverein Rapperswil-Jona Lakers. 
Nachdem die Lakers 2015 in die NLB abstiegen, wechselte er per 1. Mai 2015 ins Tessin zum HC Ambrì-Piotta. Nach zwei Jahren im Tessin wechselte Berger zurück zu seinem Stammverein, mit dem er im April 2018 den Wiederaufstieg ins Oberhaus schaffte. Nach der Saison 2018/19 beendete er seine aktive Karriere und wurde Co-Trainer seiner Mannschaft. Diese Funktion hatte er bis zum Saisonende 2022/23 inne, bevor er im Nachwuchsbereich als Cheftrainer tätig wurde.

### International
Für die Schweiz nahm Berger an der U18-Junioren-Weltmeisterschaft 2006 der Division I teil, bei der er mit seiner Mannschaft den Aufstieg in die Top Division erreichte.

## Erfolge und Auszeichnungen
- 2006 Aufstieg in die Top Division bei der U18-Junioren-Weltmeisterschaft
- 2018 Meister der Swiss League mit den SC Rapperswil-Jona Lakers
- 2018 Schweizer Cup-Sieger mit den SC Rapperswil-Jona Lakers
- 2018 Aufstieg in die National League mit den SC Rapperswil-Jona Lakers

## Karrierestatistik
(Legende zur Spielerstatistik: Sp oder GP = absolvierte Spiele; T oder G = erzielte Tore; V oder A = erzielte Assists; Pkt oder Pts = erzielte Scorerpunkte; SM oder PIM = erhaltene Strafminuten; +/− = Plus/Minus-Bilanz; PP = erzielte Überzahltore; SH = erzielte Unterzahltore; GW = erzielte Siegtore; 1 Play-downs/Relegation; Kursiv: Statistik nicht vollständig)